# Sergej Surovikin
Sergej Vladimirovič Surovikin (rusky Сергей Владимирович Суровикин; 11. října 1966 Novosibirsk) je ruský armádní generál, který byl od roku 2017 do roku 2023 velitelem Vzdušně-kosmických síl Ruské federace. Od října roku 2022 velel ruským jednotkám na Ukrajině. V lednu roku 2023 ho nahradil Valerij Gerasimov a Surovikin byl do srpna téhož roku jeho zástupcem.
Byl velitelem během ruské vojenské intervence v syrské občanské válce, účastnil se válek v Čečensku.
Je přezdíván „generál Armagedon“.

## Život
Surovikin absolvoval Frunzeho vojenskou školu v Omsku. Zúčastnil se sovětské války v Afghánistánu.
V srpnu 1991 byl obviněn z toho, že nařídil vojákům zahájit palbu na prodemokratické demonstranty v Moskvě během posledních dnů Sovětského svazu, kdy byli zabiti tři lidé. Surovikin byl uvězněn na šest měsíců, ale později byl propuštěn bez soudu. V roce 1995 byl shledán vinným z nezákonného obchodu se zbraněmi, za což byl podmínečně odsouzen.
Již v hodnosti důstojníka se zúčastnil první i druhé války v Čečensku, kde se vyznačoval surovostí. Stanovil, že za každého padlého ruského vojáka musejí být zabiti tři Čečenci. V letech 2013 až 2017 byl velitelem Východního vojenského okruhu, od roku 2017 je velitelem ruských vzdušných a kosmických sil.
Největší věhlas získal za své působení během ruské vojenské intervence v Sýrii, kde velel ruské armádě v letech 2017 a 2019. Surovikin tehdy pravděpodobně stál za bombovými útoky na nemocnice a zřejmě také schválil útok na město Chán Šajchún v provincii Idlíb raketou nesoucí jedovatý sarin a chlor. Lidé zasažení chemickou látkou zemřeli udušením nebo zůstali ochrnutí, útok způsobil smrt nejméně 87 lidí. Surovikin tak prokázal, že je ochoten bojovat všemi dostupnými prostředky. Za jeho působení v Sýrii mu prezident Vladimir Putin propůjčil v roce 2017 titul Hrdina Ruska.

### Ruská invaze na Ukrajinu
Během ruské invaze na Ukrajinu v roce 2022 nejprve velel uskupení Jih. Dne 8. října 2022 byl jmenován velitelem všech ruských jednotek na Ukrajině. V této funkci zhruba po čtyřech měsících vystřídal generála Gennadije Židka. 11. ledna 2023 v ní byl nahrazen Valerijem Gerasimovem a současně byl jmenován jedním z jeho zástupců.
Za svého působení v Sýrii si vytvořil úzký pracovní vztah s žoldnéřskou Wagnerovou skupinou, a podle dokumentů zveřejněných americkou televizí CNN byl jejím čestným členem (spolu s nejméně 30 dalšími důstojníky ruských ozbrojených sil a zpravodajských služeb), ale v době její vzpoury již večer 23. června v televizním přenosu vyzval k ukončení „jejího pochodu“ a návratu do původních stanovišť. The New York Times nicméně 27. června 2023 uvedly, že dle vyjádření nejmenovaných amerických činitelů, Surovikin o připravované vzpouře věděl dopředu. Mluvčí ruského prezidenta Putina Dmitrij Peskov toto tvrzení druhý den popřel. Ruský bloger s přezdívkou Rybar uvedl, že Surovikin byl zatčen a je vyslýchán kvůli spiknutí za účelem svrhnutí ministra obrany Šojgua. The Moscow Times večer 28. června napsaly, že informaci o jeho zatčení jim potvrdily dva anonymní zdroje blízké ministerstvu obrany, které se k ní ale nevyjádřilo.
Dne 12. července 2023 předseda obranného výboru ruského parlamentu Andrej Kartapolov uvedl, že Surovikin je na rekreaci. V srpnu 2023 byl podle několika ruských zdrojů dekretem prezidenta Putina zbaven funkce velitele vzdušných a kosmických sil. Informaci dne 23. srpna potvrdila agentura RIA Novosti. Funkci dočasně převzal generálplukovník Viktor Afzalov, náčelník generálního štábu vzdušných sil.
Podle Alexeje Venediktova, bývalého ředitele stanice Echo Moskvy, byl Surovikin zároveň zbaven i funkce zástupce náčelníka generálního štábu Valerije Gerasimova, který po něm v lednu 2023 převzal velení ruským operacím na Ukrajině.
Oficiálně byl po několik měsíců Surovikin na dovolené. Podle některých zdrojů však byl zadržen, uvězněn nebo držen v domácím vězení. V březnu 2025 se v tisku objevily informace, že Surovikin slouží jako vojenský poradce v Africe.